# Сутінки світу
Сутінки світу (нім. Das Dämmern der Welt) — книжка Вернера Герцога. Вона вийшла німецькою мовою у видавництві Hanser 2021 року. Англійський переклад Майкла Гофмана вийшов у видавництві Bodley Head 2022 року. Книжка основана на житті Оноди Хіроо, японського солдата, який базувався у Лубанзі під час Другої світової війни та який відмовлявся здаватися до 1974 року.

## Передісторія
Окрім книжки «Сутінки світу», Герцог видав щоденники («Про ходьбу по льоду», «Зниження потреб») та мемуари  «Кожен за себе, а Бог проти всіх», 2022). Хоча книжка «Сутінки світу» й основана на реальних подіях, це перша з його книжок, що не зосереджена на особистому досвіді Герцога; її можна вважати його першим романом.
Книжка починається з передмови, в якій Герцог згадує, як він зустрів Оноду в реальному житті 1997 року в Токіо.

## Прийняття
Книжка отримала позитивні відгуки критиків, зокрема, рецензії були опубліковані в Die Zeit, The New York Times (яка присвятила публікації дві статті), The Wall Street Journal  та The Guardian, серед інших. Однак, в огляді Die Welt було зазначено, що «сентиментальність постійно супроводжує цю оповідь», висловлено жаль з приводу відсутності етичної дистанції від діянь Оноди під час війни, але додано: «Тож поезія реакційна. І все ж вона неймовірно поетична».

## Театральна адаптація
Книжку «Сутінки світу»  адаптувала для сцени Лілі Різенбек. У лютому 2023 року виставу показали в театрі Schauspiel Köln у постановці Майкла Кеніґштайна, а роль Оноди зіграв Кей Мурамото.

## Переклад українською
2024 року у видавництві «Лабораторія» вийшов український переклад книжки. Перекладачка — Тетяна Тарануха

## Зовнішні посилання
- «Сутінки світу» на сайті Penguin Books
- Автори Лабораторії: Вернер Герцоґ про результат власних поразок, прогулянки на межі та дім своєї творчості